# Chi phí gián tiếp
Chi phí gián tiếp là chi phí không liên quan trực tiếp đến một đối tượng chi phí (chẳng hạn như một dự án, cơ sở, chức năng hoặc sản phẩm cụ thể). Chi phí gián tiếp có thể là cố định hoặc biến. Chi phí gián tiếp bao gồm quản lý, nhân sự và chi phí bảo mật. Đây là những chi phí không liên quan trực tiếp đến sản xuất. Một số chi phí gián tiếp có thể là chi phí. Nhưng một số chi phí trên không có thể được trực tiếp quy cho một dự án và là chi phí trực tiếp.
Có hai loại chi phí gián tiếp. Một là chi phí gián tiếp cố định trong đó bao gồm các hoạt động hoặc chi phí cố định cho một dự án hoặc công ty cụ thể như vận chuyển lao động đến nơi làm việc, xây dựng đường tạm thời, vv. Thứ hai là chi phí gián tiếp định kỳ gồm các hoạt động lặp lại cho một công ty cụ thể như bảo trì hồ sơ hoặc thanh toán tiền lương.

## Chi phí gián tiếp so với trực tiếp
Hầu hết các ước tính chi phí được chia thành chi phí trực tiếp và chi phí gián tiếp.
Chi phí trực tiếp có thể trực tiếp quy cho đối tượng và khả thi về mặt tài chính là có thể thực hiện được. Trong xây dựng, chi phí vật liệu, lao động, thiết bị, vv, và tất cả các nỗ lực liên quan trực tiếp hoặc chi phí cho các đối tượng chi phí là chi phí trực tiếp. Trong sản xuất hoặc các ngành công nghiệp phi xây dựng khác, chi phí hoạt động được phân bổ trực tiếp cho một sản phẩm hoặc quy trình cụ thể là chi phí trực tiếp. Chi phí trực tiếp là chi phí cho các hoạt động hoặc dịch vụ có lợi cho các dự án cụ thể, ví dụ tiền lương cho nhân viên dự án và tài liệu cần thiết cho một dự án cụ thể. Bởi vì các hoạt động này dễ dàng được truy tìm đến các dự án, chi phí của chúng thường được tính cho các dự án trên cơ sở từng mặt hàng.
Chi phí gián không trực tiếp (nhưng không nhất thiết) quy cho một đối tượng chi phí. Nó sẽ không khả thi về mặt tài chính để làm như vậy. Chi phí gián tiếp thường được phân bổ cho một đối tượng chi phí dựa trên một số cơ sở. Trong xây dựng, tất cả các chi phí được yêu cầu để hoàn thành việc lắp đặt, nhưng không trực tiếp quy cho đối tượng chi phí là gián tiếp, giống như chi phí chìm. Trong sản xuất, chi phí không thể chuyển trực tiếp cho sản phẩm hoặc quy trình cuối cùng là gián tiếp. Đây có thể là chi phí cho quản lý, bảo hiểm, thuế hoặc bảo trì. Chi phí gián tiếp là những chi phí cho các hoạt động hoặc dịch vụ có lợi cho nhiều hơn một dự án. Lợi ích chính xác của họ đối với một dự án cụ thể thường khó hoặc không thể theo dõi được. Ví dụ, có thể khó xác định chính xác hoạt động của giám đốc một tổ chức có lợi cho một dự án cụ thể như thế nào. Chi phí gián tiếp không thay đổi đáng kể trong khối lượng sản xuất nhất định hoặc các chỉ số hoạt động khác, và do đó đôi khi chúng có thể được coi là chi phí cố định.
Có thể biện minh cho việc xử lý hầu như bất kỳ loại chi phí nào là trực tiếp hoặc gián tiếp. Chi phí lao động, ví dụ, có thể là gián tiếp, như trong trường hợp nhân viên bảo trì và cán bộ điều hành; hoặc họ có thể trực tiếp, như trong trường hợp nhân viên dự án. Tương tự, các vật liệu như vật tư linh tinh được mua với số lượng lớn - bút chì, bút mực, giấy - thường được xử lý như chi phí gián tiếp, trong khi vật liệu cần thiết cho các dự án cụ thể được tính là chi phí trực tiếp.

## Ví dụ
Hãy thận trọng ở đây, bởi vì bản chất của chi phí phụ thuộc vào ngành công nghiệp. Ví dụ, chi phí nhiên liệu trong một viễn thông thường được phân bổ như một chi phí gián tiếp, trong khi đối với một chiếc máy bay thì đó là một chi phí trực tiếp.

### Chi phí thường được tính trực tiếp
- Mức lương / tiền công
- Tư vấn
- Nguyên vật liệu
- Công cụ
- Vận chuyển
- Lao động
- Vật liệu trực tiếp
- PPC
- Bất kỳ loại hợp đồng phụ nào liên quan đến công việc trực tiếp nhưng công ty cụ thể không có kỹ năng cần thiết

### Chi phí được tính trực tiếp hoặc phân bổ gián tiếp
- Lương Giám đốc (đây thường là chi phí gián tiếp)
- Điện (hầu như nếu cần phân bổ thì nó luôn luôn gián tiếp)

Lưu ý rằng nếu điện không được sử dụng làm nguồn chính cho sản xuất thì chi phí điện năng sẽ được coi là tiện ích và luôn gián tiếp. Ví dụ, nếu điện cần thiết để chạy lò hơi mà lần lượt tạo ra hơi nước thì điện cần phải được phân bổ trực tiếp.

### Chi phí thường được phân bổ gián tiếp
- Chi phí gián tiếp liên quan đến vận chuyển
- Chi phí quản lý
- Chi phí bán hàng & phân phối
- Chi phí văn phòng
- Chi phí an ninh
- Chi phí Thuế, Bảo trì